# Pfreimd
Pfreimd é uma cidade da Alemanha localizado no distrito de Schwandorf, região administrativa de Oberpfalz, estado de Baviera.
A cidade de Pfreimd é membro e sede do Verwaltungsgemeinschaft de Pfreimd.